# Eucelatoria physonotae
Eucelatoria physonotae là một loài ruồi trong họ Tachinidae.